# Géraud de Cordemoy
Pour les articles homonymes, voir Cordemoy.
Louis Géraud de Cordemoy, né à Paris le 6 octobre 1626 et mort à Paris le 8 octobre 1684, est un philosophe, historien et avocat français, connu principalement pour ses travaux de métaphysique et de théorie du langage.

## Sa vie
Issu d'une famille d'ancienne noblesse originaire de Royat et fils d'un père maître ès arts de l'université de Paris, « précepteur et professeur de langues humaines », il exerce la profession d'avocat. Il fréquente les cercles philosophiques de la capitale et se lie avec Emmanuel Maignan et Jacques Rohault. Ami et protégé de Bossuet, comme lui admirateur de Descartes, il est nommé en même temps que Fléchier lecteur du dauphin, fils de Louis XIV. Il est élu membre de l'Académie française en 1675.

## Son œuvre
Cordemoy est d’abord connu pour avoir repensé la théorie cartésienne de la causalité, introduisant la cause occasionnelle dans un système de pensées qui reste essentiellement cartésien. Il est, avec Arnold Geulincx et Louis de La Forge, le fondateur de ce qu'on appelle l'occasionnalisme. Corps et âme sont essentiellement distincts, leur union est occasionnelle, c’est Dieu qui permet que la volition de bouger mon bras se traduise par un déplacement de celui-ci. Ma volonté est cause occasionnelle du déplacement de mon bras, Dieu la cause réelle. Ce qui est vrai pour le corps–individu, constitué de l'union distincte du corps et de l’âme, est vrai pour tout corps dans l’univers. Dieu est cause réelle universelle de tout mouvement.
Mais par corps, Cordemoy entend également les constituants ultimes de la matière. Usant d’une métaphore judiciaire, il montre que, comme en droit le corps comme personne, en physique le corps comme constituant ultime de la matière, est indivisible. Sans jamais parler d’atomisme, il se rapproche par cette pensée, des gassendistes et des libertins, sur ce point seulement. C'est dans Le discernement du corps et de l'âme qu'il développe ses considérations critiquées de son temps par les cartésiens.
Dans le Discours physique de la parole, Cordemoy pose la question de savoir comment moi, être pensant, je puis être certain que les humains qui m'entourent sont eux aussi des êtres pensants et non pas de simples automates. Le problème est envisagé à la fin du sixième discours sur le Discernement du corps et de l'âme. C'est la parole comme véhicule de la pensée qui me fera connaître l'existence d'autres individus doués d'une âme comme moi. De façon plus originale, il développe l'idée, dans son Traité physique de la parole (variante du titre précédent), suivant laquelle il n'existe aucun rapport motivé entre le signe matériel et l’idée exprimée, comme n'existe aucun rapport réel entre le corps et l'âme. La parole est l’occasion de la rencontre du signe et du sens à tel point que si l'âme n’avait pas à user de l'articulation du corps pour produire du signe, elle communiquerait de façon bien plus immédiate d'âme à âme sans avoir à passer par l’institution du signe.
Le langage dont se servent les humains est donc trop complexe pour s'expliquer par des causes purement mécaniques, je puis en déduire que les corps que je vois sont eux aussi pourvus d'une âme. Les animaux peuvent émettre des sons et les perroquets reproduire des mots, mais seuls les humains sont capables de communiquer des idées, ce qui démontre la présence d'une âme rationnelle. Cette âme rationnelle peut elle-même entrer dans une communication directe avec les anges sans passer par l’articulation physique du signe. Le Discours physique de la parole, dans lequel Molière puisa la scène de la leçon d'orthographe de la comédie-ballet Le Bourgeois gentilhomme, fut l'ouvrage de Cordemoy qui remporta le plus grand succès. Le linguiste américain Noam Chomsky l’a redécouvert dans les années 1960.
Cordemoy se fit connaître aussi pour son Histoire de France, sur laquelle il travailla dix-huit ans sans jamais en venir à bout, tant étaient grandes les contradictions auxquelles il se heurtait en compulsant les ouvrages de ses prédécesseurs. Le livre sera finalement achevé par son fils aîné, Louis-Géraud de Cordemoy, et publié après sa mort. Voltaire a dit de son travail d'historien : « Il a le premier débrouillé le chaos des deux premières races des rois de France ; on doit cette utile entreprise au duc de Montausier, qui chargea Cordemoy de faire l'histoire de Charlemagne, pour l’éducation de Monseigneur. Il ne trouva guère dans les anciens auteurs que des absurdités et des contradictions. La difficulté l’encouragea, et il débrouilla les deux premières races. »
En 1681, Géraud de Cordemoy publie un ouvrage antiprotestant, la "conférence entre Luther et le diable au sujet de la messe" avec ses commentaires, republié et largement diffusé dès 1875 par Isidore Liseux avec en sus les commentaires de Nicolas Lenglet Du Fresnoy.

## Publications
- Discours de l’action des corps (1664) [Ce Discours est repris dans le 2e discours du Discernement du corps et de l'âme..., voir ci-dessous]
- Traité de l'esprit de l'homme et de ses facultez et fonctions, et de son union avec le corps. Suivant les principes de René Descartes (1666)
- Le discernement du corps et de l'âme, en six discours, pour servir à l'éclaircissement de la physique (1666). Texte en ligne
- Discours physique de la parole (1668). Texte en ligne
- Copie d'une lettre écrite à un sçavant religieux de la Compagnie de Jésus, pour montrer : I, que le système de M. Descartes et son opinion touchant les bestes n'ont rien de dangereux ; II, et que tout ce qu'il en a écrit semble estre tiré du premier chapitre de la Genèse (1668).  Texte en ligne
- Lettre d'un philosophe à un cartesien de ses amis (1672)
- Discours sur la pureté de l'esprit et du corps et par occasion de la vie innocente et juste des premiers Chrétiens (1677)
- Tractatus physici duo 1. De corporis et mentis distinctione 2. de loquela (1679)
- Histoire de France, depuis le temps des Gaulois et le commencement de la monarchie, jusqu'en 987 (2 volumes, 1687-89). Complétée et publiée par son fils, Louis-Géraud de Cordemoy.
- Dissertations physiques sur le discernement du corps et de l'âme, sur la parole, et sur le système de M. Descartes (1689-90)
- Divers traitez de métaphysique, d'histoire et de politique (1691). Texte en ligne
- Les Œuvres de feu monsieur de Cordemoy (1704). Publiées par son fils, Louis-Géraud de Cordemoy. Contiennent : Six Discours sur la Distinction et l'Union du Corps et de l'Ame Texte en ligne ; Discours physique sur la Parole Texte en ligne ; Lettre sur la conformité du système de Descartes avec le premier chapitre de la Genèse ; Deux petits traités de métaphysique ; Divers petits traités sur l'histoire et sur la métaphysique Texte en ligne ; Divers petits traités sur l'histoire et sur la politique.
- Traité des saintes reliques / Louis-Géraud de Cordemoy, Babuty / F. Babuty, 1719
- Pierre Clair et François Girbal (éd.), Œuvres philosophiques de Géraud de Cordemoy, avec une étude bio-bibliographique, édition critique, sixième volume de la collection « Le mouvement des idées au XVIIe siècle » dirigée par André Robinet, Paris, P.U.F., 1968.